# Clarence Houser
Lemuel Clarence "Bud" Houser (Winigan, 25 de setembro de 1901 – Gardena, 1 de outubro de 1994) foi um atleta e tricampeão olímpico norte-americano especializado no atletismo de campo.
Atleta do arremesso de peso e do lançamento de disco, como estudante do curso secundário ganhou seis títulos escolares entre 1920 e 1922 nas duas modalidades, cada uma delas quebrando o recorde estadual da Califórnia, sendo o atleta mais bem sucedido na história destes campeonatos intercolegiais. Foi considerado o "Atleta do Torneio" três anos seguidos. Nesta época, desenvolveu um estilo próprio no lançar o disco, fazendo uma rápida volta e meia com ele nas mãos dentro do círculo de lançamento antes de lançá-lo, o que foi copiado por diversos atletas depois. Depois do sucesso como atleta no curso secundário, foi cursar a Universidade do Sul da Califórnia em Los Angeles.
Em Paris 1924, Houser ganhou a medalha de ouro nas duas modalidades, sendo esta a última vez que alguém foi campeão olímpico tanto no arremesso de peso quanto no lançamento de disco. Entre 1925 e 1928 foi três vezes campeão americano do disco e em 1925 também do arremesso de peso. Em 3 de abril de 1926, numa competição em Palo Alto contra a Universidade de Stanford, ele quebrou o recorde mundial do lançamento de disco com a marca de 48,20 m.
Em Amsterdã 1928, "Bud" Houser foi o porta-bandeira da delegação americana no desfile durante a abertura dos Jogos. Conquistou a segunda medalha de ouro no lançamento de disco, mantendo seu título olímpico de Paris na modalidade, com a marca de 47,32 m, um novo recorde olímpico.
Depois de abandonar o atletismo, Houser formou-se em odontologia e tornou-se dentista em Hollywood tendo como clientes diversas estrelas de cinema durante sua vida profissional. A pista de atletismo da Oxnard High School,  a escola pela qual ele ganhou todos os títulos no curso secundário, é batizada com seu nome. Ele também integra o National Track and Field Hall of Fame.